# 伯禽
伯禽（約前1068年 —前998年），姬姓，字伯，亦称禽父。周朝諸侯国魯国第一任君主，周公旦长子。《史記》記載就任年在周公東征，即周成王元年（約前1042年）。
周公東征之後，周成王将商朝遺民六族和泰山之南的原奄国土地、人民封給周公，為魯国。由于周公需要留在朝中，因此派其長子伯禽赴魯国就任。
伯禽到任之後，在齐太公的齊国軍隊支援下平定了淮夷和徐戎的叛乱，奠定了周朝在淮河以北地区的统治。在進軍過程中，伯禽在費地作《費誓》激励士氣，這篇文辞被記记載在尚書之中。
伯禽与齐国第二代君主齐丁公伋、卫国第二代君主卫康伯以及晋国第二代君主晋侯燮共事周康王。周康王分三位诸侯以珍宝之器。而同事周康王的楚君熊绎却无分。春秋时期的前530年，楚灵王仍忿然提起此事。
伯禽在位共46年，魯国在他的統治下成為著名的“礼儀之邦”，疆域北至泰山、南達徐州、東至黄海、西抵陽穀一带，成為在今山東境内与齊国抗衡的大国。
中国历史博物馆藏禽簋，《殷周金文集成》编号“七·四〇四一”。其铭文记载了周成王讨伐东方的奄侯，周公谋划这次征伐，而“禽”也就是当时为周王室大祝的伯禽，在助祭时宣读祝辞。

## 家族

### 父親
- 周文公旦

### 兄弟
- 周平公君陳
- 蔣伯齡
- 邢侯
- 祭伯
- 茅叔
- 凡伯
- 胙伯

### 兒子
- 魯考公酋
- 魯煬公熙